# Kakaovník
Kakaovník (Theobroma) je rod teplomilných, nevysokých, stálezelených stromů, který je tvořen asi 20 druhy.. Rod kakaovník byl v minulosti zařazován do čeledě lejnicovitých (Sterculiaceae) a po jejím zrušení byl začleněn do čeledě slézovitých a podčeledě Byttnerioideae.

## Rozšíření
Rod pochází z tropických oblastí Střední a Jižní Ameriky, odkud byly některé jeho druhy rozšířeny do jiných tropických teritorií. Kakaovníky původně rostly jako podrost pod mohutnými stromy v tropických deštných pralesích a byly rozšířené z povodí Amazonky až k jižní hranici Mexika.

## Ekologie
Kakaovník pocházející ze stálezelených pralesů potřebuje ke zdárnému růstu konstantní zvýšenou vzdušnou vlhkost, vysokou a jen málo kolísající teplotu a ochranu proti přímému slunečnímu záření. Některé druhy sice rostou na březích řek a okrajích často zatápěných území, vždy však na vyvýšených a odvodněných místech. Nejlépe jim vyhovuje půda neutrální a hodně zásobena živinami. Rostou na územích od 15° jižní zeměpisné šířky po 18° severní šířky, s průměrnými teplotami 20 až 30 °C a ročními srážkami 800 až 2000 mm rovnoměrně rozdělených po celý rok. Jen některé druhy se vyskytují v nadmořské výšce až 1250 m a jsou schopné tolerovat minimální teplotu 14 °C.

## Popis

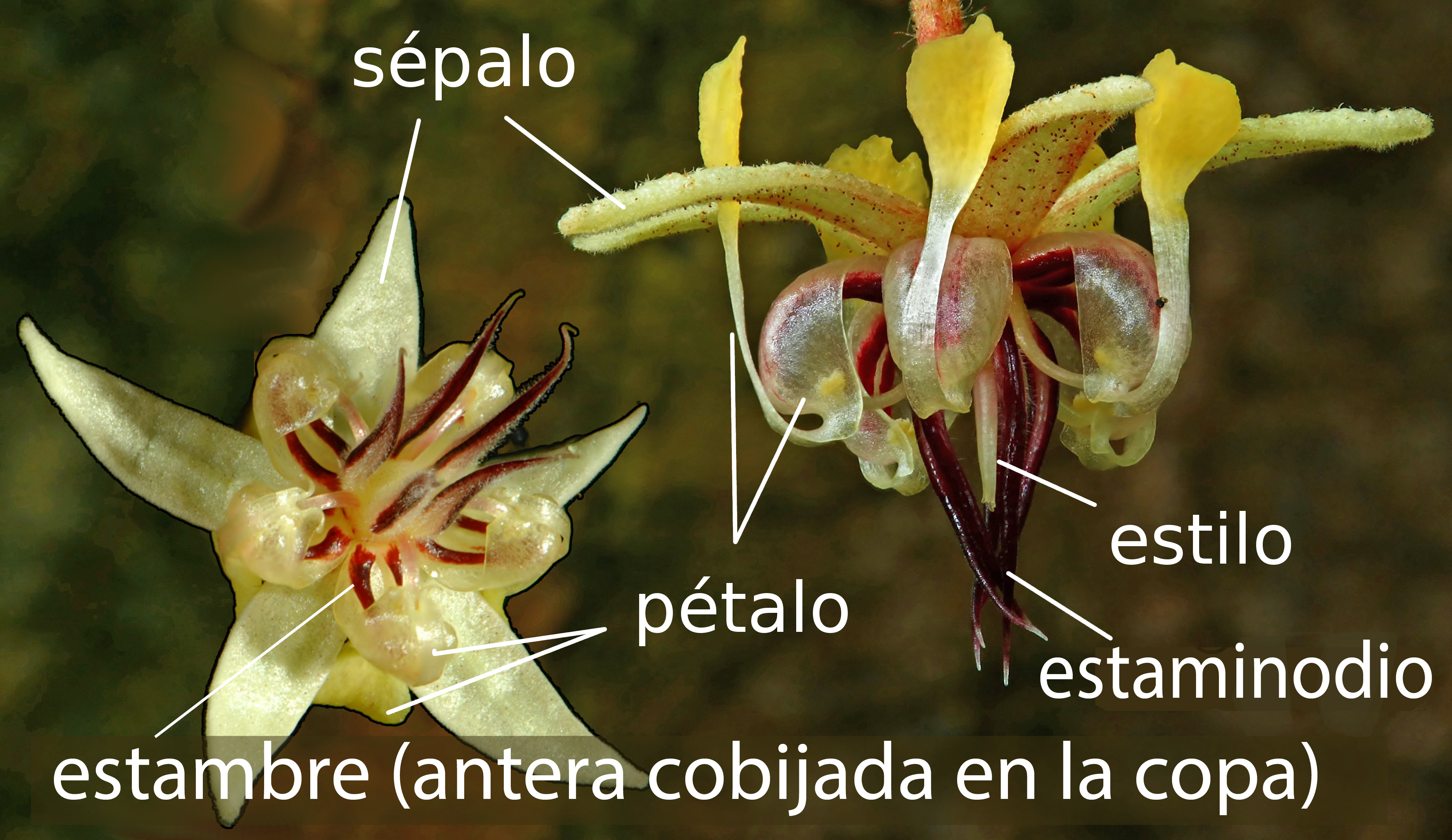
Květ

Neopadavé, hluboko kořenící stromy dorůstající do výše 5 až 8 m. Kmen ve výšce okolo 1 až 2 m přestává růst a z jeho vrcholu začnou nahloučeně šikmo vyrůstat asi čtyři větve. Z nich se jedna stočí kolmo vzhůru a roste jako pokračování kmene, po 1 až 2 metrech se její růst zastaví a z vrcholu opět, téměř přeslenitě, vyroste několik větví, z nich jedna vyroste vzhůru a proces se opakuje. Někdy se neprobudí správný pupen, větve nerostou stejně nebo vyrůstají mimo pořadí a strom pak mívá korunu nepravidelnou, na stranu skloněnou nebo chomáčovitou. Občas začne i z odbočné větve růst větev kolmo vzhůru.
Větve jsou ve spirále porostlé řapíkatými listy, které jsou dvoutvaré. Na kolmých větvích jsou dlouze řapíkaté a symetrické, na odbočných větvích mají řapíky kratší a jsou podle střední osy nesymetrické. Listové čepele jsou tuhé, zpeřené žilnaté, s vystouplou střední žilkou ze které odbočuje pět až sedm párů bočních žilek. Tvar čepelí bývá vejčitý, eliptický nebo kopinatý, na bázi jsou zaoblené a na vrcholu protáhle špičaté, okraj mají celistvý a někdy zvlněný, na spodní straně bývají chlupaté.
Oboupohlavné, poměrně malé květy na dlouhých stopkách vyrůstají ve vrcholičnatých květenstvích nebo jednotlivě na krátkých, jen několik cm dlouhých větvičkách rostoucích na kmeni nebo starých větvích. Kalich má pět volných nebo až do půle srostlých lístků, které jsou celistvé nebo dělené do dvou laloků. Pětičetná koruna má pět volný lístků, které mají spodní část člunkovitou a horní plochou a nazpět ohnutou, jejich barva bývá bílá, žlutá, červená nebo purpurová. V květu jsou tyčinky ve dvou kruzích, ve vnějším je pět patyčinek a ve vnitřním pět plodných tyčinek s nitkami srostlými do trubiček a nesoucí prašníky. Přisedlý semeník je pětidílný a má v každém oddílu mnoho vajíček, vystupuje z něj pět čnělek s drobnými bliznami. Květy jsou opylovány drobným hmyzem, mouchami, třásněnkami, mravenci, komáry, mšicemi a také větrem. Na stromě vykvete asi 5000 květů a z nich se jen 5 % opylí a vytvoří plody. Květy rozkvétají v průběhu celého roku a stejně tak dozrávají plody.
Plody jsou nepukavé bobule s obvykle tvrdou vnější vrstvou oplodí. Mohou být kulovité, vejčité, elipsovité, podlouhlé nebo vřetenovité, na povrchu hladké, ostnaté, bradavčité nebo s pěti až deseti hřebeny. Bývají dlouhé 6 až 35 cm, široké 5 až 12 cm a obsahují 1 až 60 semen. Semena jsou eliptická nebo vejčitá, někdy nepravidelně stlačená, 15 až 40 mm dlouhá a 10 až 22 mm široká. Jsou obalena hořkosladkou, vonnou, bílou až žlutou dužinou oblíbenou u zvířat. U mladých plodů jsou semena v pěti dutinách, které někdy při uzrávání splynou dohromady.

## Rozmnožování
Zralá semena mohou okamžitě klíčit, někdy tak činí již uvnitř plodů. Jejich životnost však trvá jen asi 3 měsíce, snížení teploty pod 10 °C a sucho jejich životnost ještě více zkracuje. Vnější dřevnatá vrstva plodu se často rozpadne až po vypršení doby klíčivosti semen. Nejobvyklejší přirozený způsob rozšiřování kakaovníků je ten, že opice a různí hlodavci (veverky, krysy, aguti apod.) poruší tvrdý obal plodu, sežerou dužinu a semena roznesou po okolí. Dužina obsahuje alkaloid theobromin, který je toxický pro psy a kočky.
Mimo rozmnožování semeny, která v teplé půdě vyklíčí za asi dva týdny, lze stromy množit i vegetativně. K tomu lze však použít jen řízky se svisle rostoucích větví, z těch vznikne úhledný strom. Z větví rostoucích šikmo budou stromy skloněné, nepravidelně větvené či zakrslé.

## Význam
Kakaovníky se využívají již od dob Mayů, kteří ze semen některých druhů připravovali obřadní nápoj pro vyvolené. Semena obsahují škrob, tuk, lepek, tanin a hodně alkaloidů, např. hořký theobromin. Po objevení Ameriky se v  Evropě rychle rozšířilo používání kakaového prášku i tuku pro výrobu kakaových nápojů a cukrovinek. K těmto účelům se nejčastěji využívá semen druhu kakaovník pravý (Theobroma cacao). Ten byl pro velkou poptávku rozšířen do tropů Afriky i Asie. V Jižní Americe se hojně využívá i dužina druhu Theobroma cupuacu, ze které se připravují ovocné nápoje.

## Galerie

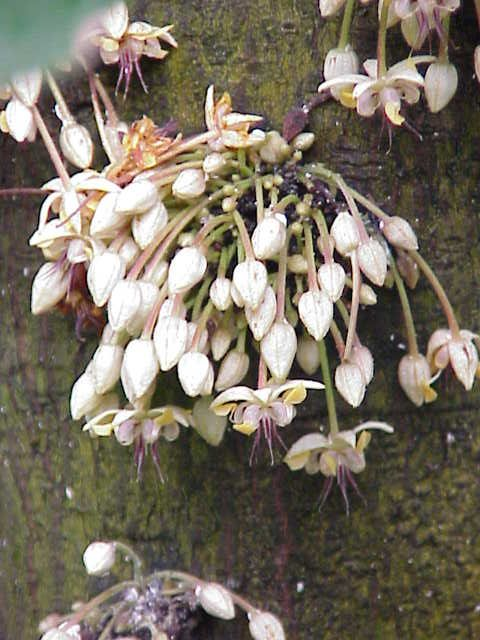
Květenství
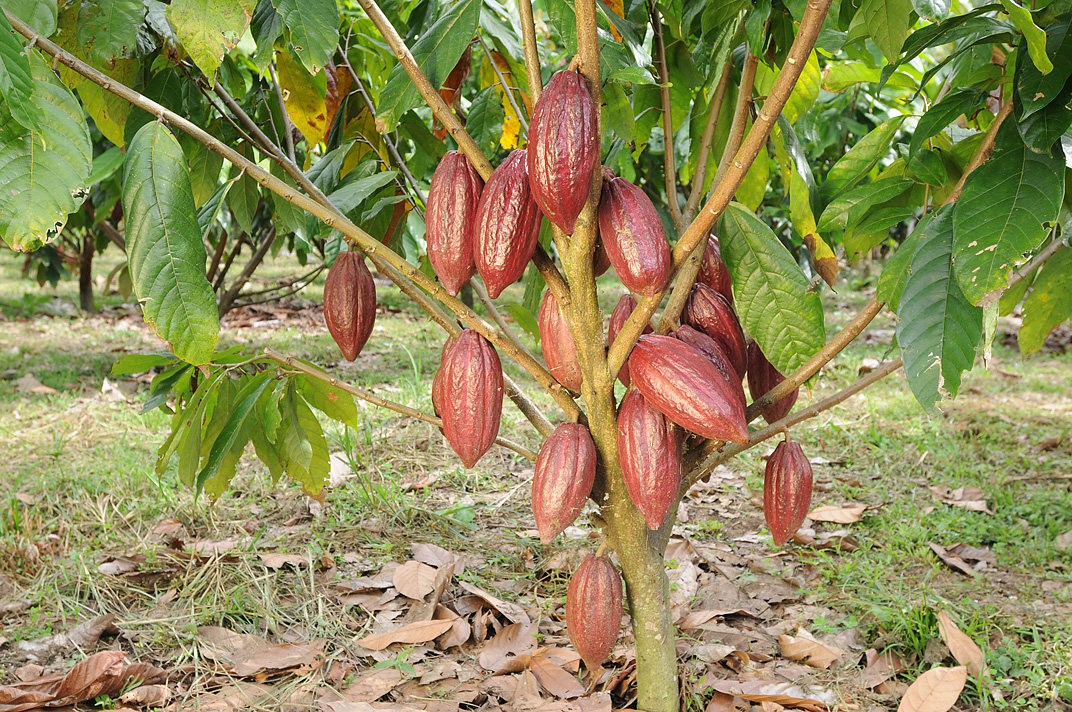
Kakaovník s plody
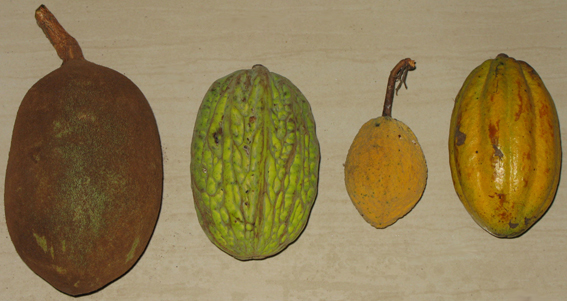
Plody různých druhů kakaovníků
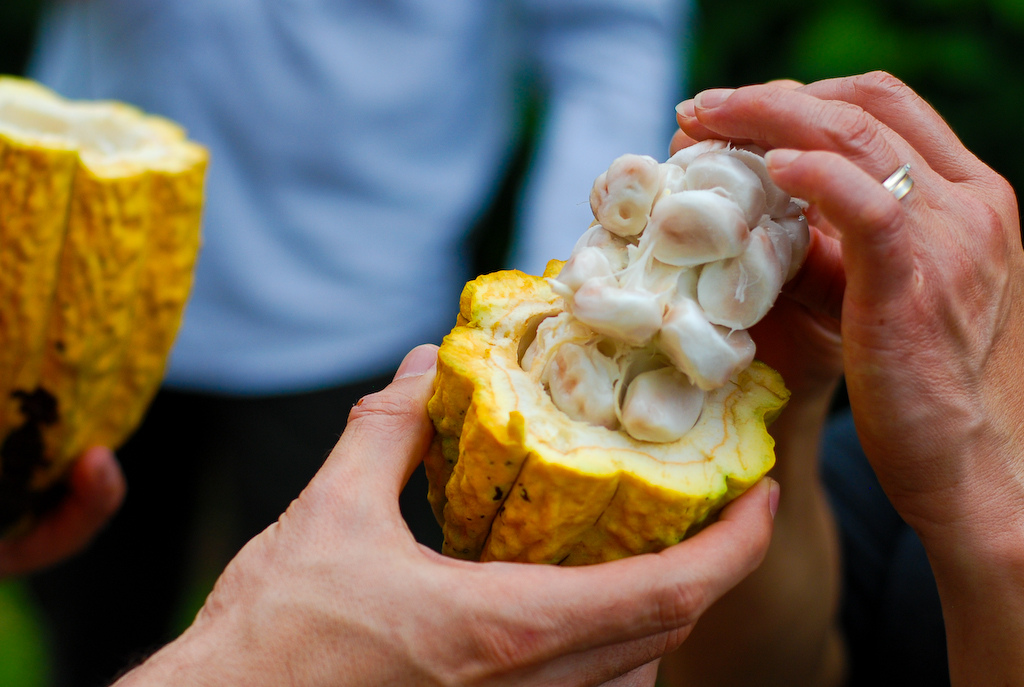
Plod se semeny obalenými dužinou